# 국민의회 (스위스)

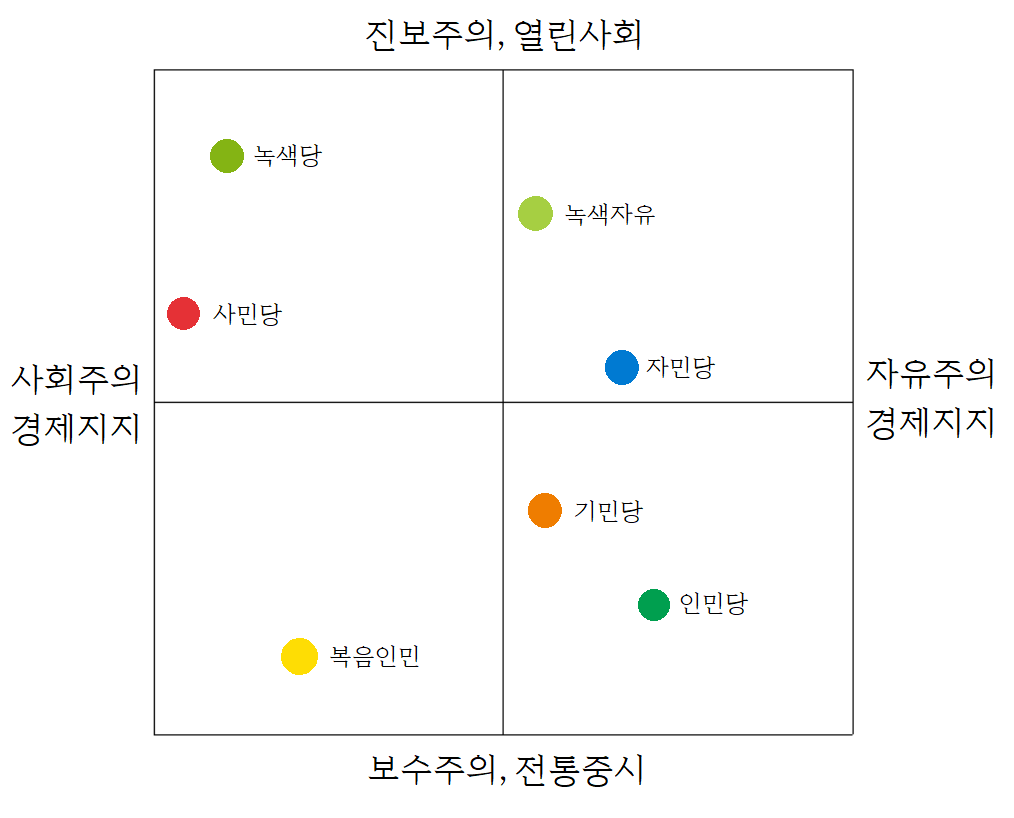
스위스 정치 스펙트럼

국민의회(독일어: Nationalrat 나치오날라트[*], 프랑스어: Conseil National, 이탈리아어: Consiglio Nazionale, 로만슈어: Cussegl Naziunal)는 스위스 연방의회 중 하원에 해당하는 의회이다. 4개의 여당과 7개의 야당 총 200석으로 의회를 구성하고있다.

## 정당
스위스 국민의회에는 12개 정당이 있다.
| 정당명      | 정당명 | 정당명           | 정치성향                      | 좌/우                                | 의석수 국민의회 |
| ----------- | ------ | ---------------- | ----------------------------- | ------------------------------------ | --------------- |
| SVP/UDC     |        | 인민당           | 스위스 민족주의, 국민보수주의 | 우익~극우                            | 53 / 200        |
| SPS/PSS     |        | 사회민주당       | 사회민주주의                  | 중도좌파~좌익                        | 39 / 200        |
| FDP/PLR     |        | 자유민주당       | 자유주의                      | 중도우파                             | 29 / 200        |
| CVP/PDC/PPD |        | 기독교민주인민당 | 기독교민주주의                | 중도~중도우파                        | 25 / 200        |
| GPS/PES     |        | 녹색당           | 녹색 정치                     | 좌익                                 | 28 / 200        |
| GLP/PVL     |        | 녹색자유당       | 녹색자유주의                  | 중도~중도좌파                        | 16 / 200        |
| BDP/PBD     |        | 보수민주당       | 보수주의                      | 중도~중도우파                        | 3 / 200         |
| EVP/PEV     |        | 복음인민당       | 기독교민주주의                | 경제적:중도~중도좌파 사회적:중도우파 | 3 / 200         |
| Lega        |        | 티치노 동맹      | 지역주의                      | 우익                                 | 1 / 200         |
| PdA/PST     |        | 노동당           | 공산주의                      | 극좌                                 | 1 / 200         |
| EDU/UDF     |        | 연방민주연합     | 기독교 우파                   | 우익                                 | 1 / 200         |
| Sol         |        | 연대             | 반자본주의, 공산주의          | 극좌                                 | 1 / 200         |

## 선거
스위스 국민의회는 4년마다 선거를 치른다. 가장 최근의 선거는 2019년 스위스 국민의회 선거이다. 선거 방식은 100% 비례대표제 (국민이 직접 비례대표를 선택하는 개방형 비례대표제)이며, 하게바흐-비슈오프 방식을 사용한다. 하겐바흐 비슈오프 방식은 돈트방식으로 의석을 배분한 후 남은 좌석을 남은 정당들에게 공평하게 배분하는 방식으로, 봉쇄조항이 없다는 것이 특징이다. 벨기에와 룩셈부르크 그리고 스위스가 이 방식을 사용한다.